# Rhyssomatus
Rhyssomatus es un género de gorgojos, familia Curculionidae. Hay por lo menos 180 especies descritas. Es principalmente neotropical. Los adultos suelen estar asociados con plantas de las familias Asclepiadaceae, Asteraceae, Convolvulaceae y Fabaceae.

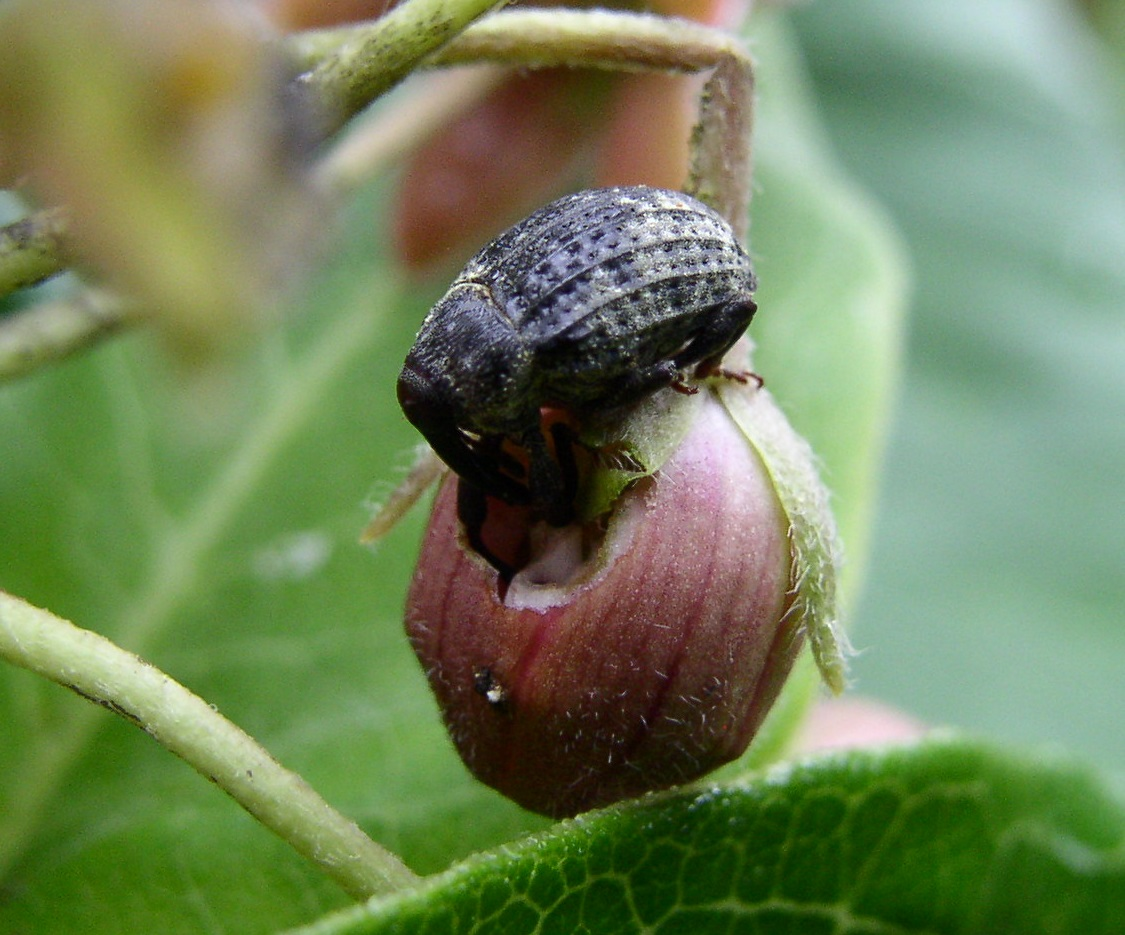
Rhyssomatus lineaticollis en Asclepias syriaca